# داجمار هيرزوغ
داجمار هيرزوغ (بالإنجليزية: Dagmar Herzog)‏ هي أستاذة جامعية أمريكية، ولدت في 1961.